# Robert Kron
Robert Kron (* 27. Februar 1967 in Brno, Tschechoslowakei) ist ein ehemaliger tschechischer Eishockeyspieler und derzeitiger -scout. Der linke Flügelstürmer bestritt zwischen 1990 und 2002 über 700 Spiele für die Vancouver Canucks, Hartford Whalers, Carolina Hurricanes und Columbus Blue Jackets in der National Hockey League. Mit der tschechoslowakischen Nationalmannschaft gewann er jeweils die Bronzemedaille bei den Weltmeisterschaften 1989 und 1990 und nahm am Canada Cup 1991 teil.

## Karriere

### National
Robert Kron verbrachte die ersten Jahre seiner Profikarriere in seiner Heimatstadt Brno, erst kurzzeitig bei Lokomotiva Ingstav Brno in der zweitklassigen 1. Česká národní hokejová liga sowie anschließend bei Zetor Brno in der 1. Liga, der höchsten Spielklasse der Tschechoslowakei. In der Spielzeit 1987/88 führte er das Team als Mannschaftskapitän an, konnte jedoch den Abstieg nicht verhindern, sodass er zur folgenden Spielzeit innerhalb der 1. Liga zu Dukla Trenčín wechselte. Dort war der Flügelstürmer zwei Jahre aktiv und steigerte seine persönliche Statistik deutlich bis auf 44 Scorerpunkte aus 39 Spielen, ehe er gegen Ende der Saison 1989/90 zu Zetor Brno zurückkehrte, um mit dem mittlerweile wieder aufgestiegenen Team an der Abstiegsrunde teilzunehmen. Dort musste die Mannschaft trotz sieben Toren in zehn Partien von Kron erneut den Gang in die Zweitklassigkeit antreten.
Zur Spielzeit 1990/91 wechselte der Tscheche zu den Vancouver Canucks in die National Hockey League (NHL), die ihn bereits im NHL Entry Draft 1985 an 88. Position ausgewählt hatten. Als Rookie erzielte er 32 Punkte in 76 Spielen, jedoch gelang es ihm in der Folge nicht, sich dauerhaft im Kader der Canucks zu etablieren. In der Folge wurde er im März 1993 samt einem Drittrunden-Wahlrecht für den NHL Entry Draft 1993 an die Hartford Whalers abgegeben, während im Gegenzug Murray Craven und ein Fünftrunden-Wahlrecht im gleichen Draft nach Vancouver wechselten. In seiner ersten kompletten Saison in Hartford erzielte Kron mit 24 Toren und 26 Vorlagen seinen persönlichen Karriere-Bestwert von 50 Punkten, den er 1995/96 noch einmal erreichen sollte. Anschließend wechselte er mit dem Franchise nach Raleigh, wo es fortan als Carolina Hurricanes firmierte.
Für die Hurricanes war der Angreifer drei weitere Jahre aktiv, bis er im NHL Expansion Draft 2000 von den Columbus Blue Jackets ausgewählt wurde. Das neu in die NHL aufgenommene Team sollte seine letzte Karrierestation in Nordamerika darstellen, da er nach zwei Spielzeiten dort nach Europa zurückkehrte und seine Laufbahn bei Rauman Lukko in der finnischen SM-liiga ausklingen ließ. Insgesamt hatte er 771 NHL-Spiele bestritten und dabei 338 Scorerpunkte verzeichnet.
Nach seiner aktiven Karriere ließ Kron sich mit seiner Familie in Raleigh nieder und kehrte zu den Carolina Hurricanes zurück, für die er seit der Saison 2008/09 als Scout tätig war. Diese Position bekleidete er über ein Jahrzehnt, ehe er im Jahre 2020 in gleicher Funktion von den neu gegründeten Seattle Kraken verpflichtet wurde.

### International
Auf U18-Niveau nahm Kron mit der tschechoslowakischen Auswahl an den Europameisterschaften 1984 und 1985 teil und gewann dort eine Silber- sowie eine Bronzemedaille. Anschließend vertrat er die U20-Nationalmannschaft seines Heimatlandes bei den Junioren-Weltmeisterschaften 1985, 1986 und 1987. Dabei errang das Team 1985 und 1987 jeweils die Silbermedaille, während Kron 1987 als bester Angreifer des Turniers geehrt wurde.
Für die A-Nationalmannschaft der Tschechoslowakei debütierte der Flügelstürmer im Rahmen der Weltmeisterschaft 1989, bei der die Auswahl ebenso die Bronzemedaille gewann wie im Folgejahr. Sein letztes internationales Turnier bestritt Kron mit dem Canada Cup 1991, bei dem die Mannschaft nur den sechsten und letzten Platz belegte.

## Erfolge und Auszeichnungen
| - 1984 Silbermedaille bei der U18-Europameisterschaft - 1985 Silbermedaille bei der U20-Weltmeisterschaft - 1985 Bronzemedaille bei der U18-Europameisterschaft - 1987 Silbermedaille bei der U20-Weltmeisterschaft | - 1987 Bester Angreifer der U20-Weltmeisterschaft - 1989 Bronzemedaille bei der Weltmeisterschaft - 1990 Bronzemedaille bei der Weltmeisterschaft |

## Karrierestatistik

### International
Vertrat die Tschechoslowakei bei:
| - U18-Europameisterschaft 1984 - Junioren-Weltmeisterschaft 1985 - U18-Europameisterschaft 1985 - Junioren-Weltmeisterschaft 1986 | - Junioren-Weltmeisterschaft 1987 - Weltmeisterschaft 1989 - Weltmeisterschaft 1990 - Canada Cup 1991 |

(Legende zur Spielerstatistik: Sp oder GP = absolvierte Spiele; T oder G = erzielte Tore; V oder A = erzielte Assists; Pkt oder Pts = erzielte Scorerpunkte; SM oder PIM = erhaltene Strafminuten; +/− = Plus/Minus-Bilanz; PP = erzielte Überzahltore; SH = erzielte Unterzahltore; GW = erzielte Siegtore; 1 Play-downs/Relegation; Kursiv: Statistik nicht vollständig)